# Lake Panorama
Lake Panorama è un census-designated place (CDP) degli Stati Uniti d'America, situato nello stato dell'Iowa, nella contea di Guthrie. Secondo il censimento del 2020 gli abitanti di Lake Panorama ammontavano a 1 266.